# كريستيانا (مقاطعة فيرنون)
كريستيانا، مقاطعة فيرنون (بالإنجليزية: Christiana, Vernon County, Wisconsin)‏ هي بلدة تقع بولاية ويسكونسن في الولايات المتحدة. تبلغ مساحتها 87.2 (كم²)، وترتفع عن سطح البحر 379 م، بلغ عدد سكانها 871 نسمة في عام 2000 حسب إحصاء مكتب تعداد الولايات المتحدة وتصل الكثافة السكانية فيها 10 نسمة/كم2.

## وصلات خارجية
- The US50 - Cities and Towns in Wisconsin State
- Wisconsin Cities and Towns, Facts, Map, Flag, Colleges, Government, and More